# Henri Contenet

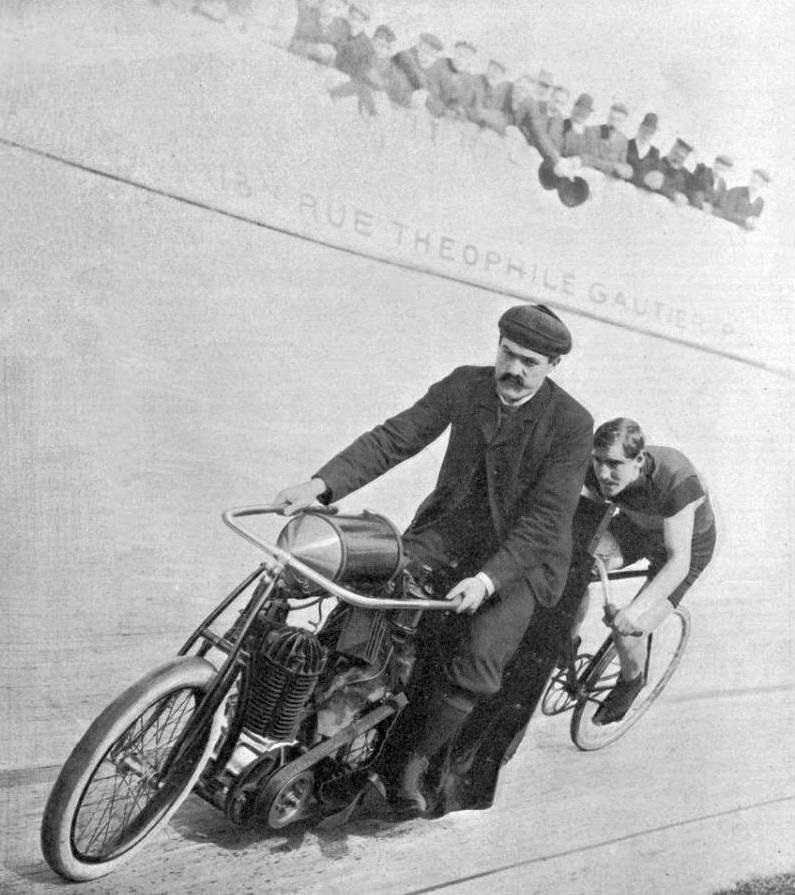
Henri Contenet derrière Marius Thé le 30 octobre 1902, battant le record du monde de l'heure derrière moto au vélodrome Buffalo (77,897 kilomètres parcourus).

Henri Contenet, né le 15 décembre 1875 à Paris et mort le 4 septembre 1965 à Rueil-Malmaison,, est un coureur cycliste de demi-fond français, spécialiste du demi-fond.
Vers 1892, Henri Contenet, surnommé « Saint-Nicolas » et habitant rue du Gros-Caillou, eut l'idée de fonder un club omnisports, le « Gros-Caillou Sportif », portant le nom de la rue où il avait élu domicile,.
Le 30 octobre 1902, il bat le record du monde de l'heure derrière une moto sur piste au vélodrome Buffalo, en parcourant 77,897 kilomètres derrière son entraîneur Marius Thé.
Le 18 juillet 1909, Contenet est au départ de la course qui se termine par la catastrophe du vélodrome du jardin botanique à Berlin-Schöneberg mais en sort indemne.
Henri Contenet passe son brevet de pilote de dirigeable sur biplan Astra-Wright le 3 mars 1911.

## Palmarès
- 1902
  -  Médaillé d'argent du Championnat d'Europe de demi-fond
  -  Médaillé d'argent du championnat de France de demi-fond
  - Record du monde de l'heure

- 1903
  -  Champion de France de demi-fond

- 1904
  -  Médaillé de bronze du championnat de France de demi-fond

- 1905
  -  Médaillé de bronze du championnat de France de demi-fond

- 1908
  -  Médaillé de bronze du championnat de France de demi-fond